# Змиевское краеведение
Змиевско́е краеве́дение (укр. Зміївське краєзнавство, англ. Zmiev Local Lore) — междисциплинарный электронный научный журнал Змиевского научного краеведческого общества, в котором публикуются статьи действительных членов Общества и других исследователей, отражены основные результаты фундаментальных и прикладных исследований, относящихся к территории Змиевского региона Слободской Украины. Заявленная периодичность выхода — четыре номера в год.
Главный редактор журнала — Юрий Александрович Коловрат-Бутенко.
Заместитель главного редактора — Надежда Алексеевна Вус.

## История
Идея публикации собственного журнала возникла уже в ходе создания Змиевского научного краеведческого общества. Учитывая дороговизну печатных изданий, было принято решение о разработке электронного научного журнала, получившего название «Змиевское краеведение».
11 октября 2015 года электронный научный журнал «Змиевское краеведение» зарегистрирован как интеллектуальная собственность общественной организации «Змиевское научное краеведческое общество» системой «Science-Register» (reg № 56043802).
23 октября 2015 года Международным центром ISSN в Париже журналу был присвоен международный стандартный серийный номер (ISSN) 2413-7901 (ISSN-L 2413-7901).
28 марта 2016 года содержание сайта электронного научного журнала «Змиевское краеведение» защищено сертификатом «DMCA.com» в соответствии с Законом США об авторском праве цифрового тысячелетия (Digital Millennium Copyright Act).

## Редакционная коллегия
Главный редактор

Ю. А. Коловрат-Бутенко, бакалавр педагогического образования, магистр истории, президент Змиевского научного краеведческого общества.
Заместитель главного редактора

Н. А. Вус, магистр биологии, доктор философии в области сельского хозяйства (лихенобиота, сельское хозяйство, растениеводство), вице-президент Змиевского научного краеведческого общества.
Секретарь

Е. В. Полях, магистр права, член Наблюдательного совета Змиевского научного краеведческого общества.
Литературный редактор (английский язык)

Д. И. Беднер, магистр филологии.
Члены редакционной коллегии

М. И. Бондаренко, доктор философии в экономике, профессор, академик Академии экономических наук Украины, Почётный доктор и профессор Международной кадровой академии, Заслуженный экономист Украины, Отличник образования Украины (экономика).
С. М. Куделко, доктор философии в истории, профессор ХНУ им. В. Н. Каразина, член правления и председатель Харьковского отделения Национального союза краеведов Украины, член-корреспондент МОО «Петровская академия наук и искусств», Заслуженный работник культуры Украины (история).
В. В. Колода, доктор философии в истории (археология).
А. Н. Белозор, доктор философии в богословии (богословие, церковная история).
Ю. И. Кандыба, доктор философии в географии (география).
А. С. Влащенко, доктор философии в биологии (зоология).
А. Н. Обченко, магистр истории (философия, история).
С. М. Маслак, историк, президент Ассоциации содействия туризму на Змиевщине.

## Коллегия внешних рецензентов
Исторический факультет Харьковского национального педагогического университета имени Г. С. Сковороды (ИФ ХНПУ им. Г. С. Сковороды) — коллективный рецензент ЭНЖ «Змиевское краеведение». Координатор рецензирования — проректор по воспитательной работе ХНПУ им. Г. С. Сковороды С. В. Бережная, доктор философских наук, доктор философии в истории.
Факультет геологии, географии, рекреации и туризма Харьковского национального университета имени В. Н. Каразина (ФГГРТ ХНУ имени В. Н. Каразина) — коллективный рецензент ЭНЖ «Змиевское краеведение». Координатор рецензирования — старший преподаватель Е. В. Родненко, кандидат географических наук.
Г. В. Боряк, доктор исторических наук, профессор, член-корреспондент Национальной академии наук Украины, заместитель директора Института истории Украины НАН Украины, член правления Национального союза краеведов Украины, Заслуженный деятель науки и техники Украины.
В. С. Аксёнов, доктор философии в истории, заведующий отделом археологии Харьковского исторического музея.
А. А. Чубур, доктор философии в истории. Почётный доктор наук Международной академии естественной истории. Доцент кафедры Отечественной истории Брянского государственного университета имени академика И. Г. Петровского (БГУ). Профессор Российской Академии Естествознания. Исполнительный директор научно-исследовательского центра Комплексного изучения Среднедеснинского региона в составе НИИ ФиПИ при БГУ. Учёный секретарь Брянского регионального экспертного совета Российского гуманитарного научного фонда. Ведущий сотрудник отдела организации научных исследований БГУ.

## Индексация журнала
Журнал размещён в базах данных:
- Научной электронной библиотеки, ведущей проект «Российский индекс научного цитирования (РИНЦ)»[7].
- Научной электронной библиотеки «КиберЛенинка»[8], которая экспортирует все свои метаданные в открытые репозитории научной информации: Google Scholar, OCLC WorldCat, Соционет, Bielefeld Academic Search Engine (BASE), Registry of Open Access Repositories (ROAR), Open Access Infrastructure for Research in Europe (OpenAIRE), Research Papers in Economics (RePEc), EBSCO A-to-Z.

Издание включено в:
- ERIH PLUS;
- Scientific Indexing Services (SIS);
- Eurasian Scientific Journal Index;
- Academic Resource Index (Research Bib);
- General Impact Factor (GIF);
- International Scientific Indexing (ISI);
- International Institute of Organized Research (I2OR);
- CiteFactor;
- The Journals Impact Factor (JIF);
- Cosmos Impact Factor.